# Reglamento de la Madera de la Unión Europea
El reglamento de la madera de la Unión Europea (conocido también por sus siglas en inglés EUTR – European Union Timber Regulation) es un reglamento de la Unión Europea de 20 de octubre de 2010 destinado a luchar contra el comercio de madera y sus productos derivados aprovechados ilegalmente dentro de la UE. Esta norma prohíbe la comercialización en el mercado europeo de madera y de productos derivados, aprovechados ilegalmente y establece las obligaciones de los agentes que comercializan estos productos .El Reglamento se aplicó en todos los Estados miembros de la UE a partir del 3 de marzo de 2013.
El reglamento (UE) 995/2010 fue derogado por el Reglamento (UE) 2023/1115 del 31 de mayo de 2023, relativo a la comercialización en el mercado de la Unión y a la exportación desde la Unión de determinadas materias primas y productos asociados a la deforestación y la degradación forestal.

## Reglamento de la Unión Europea

### Contexto
El aprovechamiento de madera incumpliendo las leyes y la normativa del país donde se realiza este aprovechamiento –aspecto también conocido como tala ilegal de madera- tiene graves consecuencias económicas, medioambientales y sociales sobre algunas de las masas forestales más valiosas que quedan en el mundo y para las comunidades locales que dependen de ellas. Se traduce en una pérdida de ingresos al perjudicar los esfuerzos de los agentes legítimos, y está ligada a la deforestación, a la pérdida de biodiversidad y a la emisión de gases de efecto invernadero, así como a luchas por la tierra y los recursos naturales, y a la falta de desarrollo de las comunidades locales y autóctonas.
La UE es un importante mercado de exportación para países en los que existen unos niveles de ilegalidad significativos, generalmente asociados con una falta de gobernanza en su sector forestal. Si se permite que la madera y los productos derivados de la madera procedentes de fuentes ilegales puedan acceder al mercado de la UE, los países de la UE estarían fomentando indirectamente la práctica de la tala ilegal.
Con el fin de hacer frente a este problema, en 2003 la UE desarrolló el Plan de Acción FLEGT (aplicación de las leyes, gobernanza y comercio forestales), que establece una serie de medidas para excluir la madera ilegal de los mercados, incrementar la oferta de madera legal y aumentar la demanda de productos derivados de la madera de origen responsable. El EUTR y los Acuerdos de Asociación Voluntaria (acuerdos comerciales con países exportadores de madera que ayudan a evitar la entrada de madera aprovechada ilegalmente al mercado europeo) son los dos elementos clave del Plan de Acción.

### Resumen
Con el fin de luchar contra la tala ilegal en todo el mundo, el EUTR prohíbe la comercialización en el mercado de la UE de madera aprovechada ilegalmente y de productos derivados de esa madera. Para ello, diferencia a los que comercian con madera y productos de la madera en dos categorías, agentes y comerciantes, con obligaciones distintas para cada uno de ellos. 
Los agentes, definidos en el Reglamento como cualquier persona física o jurídica que comercializa por primera vez en el mercado de la UE madera y productos de la madera, deben ejercer la «diligencia debida». Por su parte, los comerciantes, definidos en el EUTR como cualquier persona física o jurídica que compra o vende madera o productos de la madera que previamente ya ha sido comercializada, deben mantener información de sus proveedores y clientes, de modo que el origen de la madera comercializada se pueda determinar fácilmente.

### Diligencia debida
Los agentes deberán ejercer la «diligencia debida» cuando comercialicen madera o productos derivados en el mercado europeo, para así reducir al mínimo el riesgo de introducir en la Unión Europea madera aprovechada ilegalmente o de productos que contengan esta madera. 
Es decir, deberán desarrollar y aplicar un sistema de gestión del riesgo con tres líneas de actuación:
- Información: el agente debe estar en disposición de facilitar información relativa a la madera y a sus productos derivados que son comercializados, por ejemplo: el país de aprovechamiento (y, si procede, la región del país en la que se aprovechó la madera y la concesión de aprovechamiento), las especies, la cantidad, los datos del proveedor y la documentación que permita acreditar el cumplimiento de la legislación nacional aplicable.
- Evaluación del riesgo: basándose en la información antes mencionada y teniendo en cuenta los criterios de evaluación del riesgo definidos en el propio Reglamento, el agente debe evaluar el riesgo de que exista madera o productos derivados de la madera aprovechados ilegalmente dentro de su cadena de suministro.
- Reducción del riesgo: cuando en la anterior evaluación se determine que este riesgo no es despreciable, será necesario desarrollar medidas de mitigación complementarias, como pedir información adicional y solicitar comprobaciones adicionales al proveedor, con objeto de reducir el riesgo.
Los agentes pueden optar por desarrollar su propio sistema de diligencia debida, o bien ejercer la diligencia debida a través de algunos de los sistemas desarrollados por una entidad de supervisión. 

### Ámbito de aplicación
La nueva legislación es de aplicación sobre la madera y los productos derivados de la madera producidos en la UE y sobre los mismos productos importados desde el exterior. La madera maciza, los revestimientos para suelos, la madera contrachapada, la pasta y el papel, etc. son algunos de los productos que están sujetos a este Reglamento. Los productos reciclados y el papel impreso, como libros, revistas y periódicos, etc., quedan fuera, sin embargo, del ámbito de aplicación del Reglamento. 
La madera o los productos derivados de la madera que dispongan de una licencia FLEGT o CITES debidamente validadas se consideran que cumplen automáticamente con los requisitos de legalidad que exige el Reglamento. Las personas que vendan o compren madera o productos derivados destinados para su uso personal no se verán afectadas por el EUTR.

### Obligaciones de los Estados miembros
El Reglamento de la Unión Europea relativo a la comercialización de la madera aprovechada legalmente es vinculante y de aplicación directa en todos los países de la UE. Los Estados miembros deberán aprobar y desarrollar un régimen sancionador asegurando que las sanciones impuestas resulten eficaces, proporcionadas y disuasorias con objeto de garantizar que se cumplen las obligaciones que determina el Reglamento. Está previsto que cada Estado miembro designe una o varias Autoridades competentes responsables de la aplicación del EUTR..  

### Legislación derivada
El 23 de febrero de 2012, la Comisión Europea adoptó el Reglamento Delegado (UE) n.º 363/2012 relativo a las normas procedimentales para el reconocimiento y la retirada del reconocimiento de las entidades de supervisión.
Además, el 6 de julio de 2012, la Comisión Europea adoptó el Reglamento de Ejecución (UE) n.º 607/2012, con la finalidad de garantizar que el reglamento se aplique de manera coherente en toda la UE. Esta norma detalla las medidas de evaluación y reducción del riesgo que constituyen el «sistema de diligencia debida», así como la frecuencia y la naturaleza de los controles que las autoridades competentes de los Estados miembros deben realizar sobre las entidades de supervisión.